# 天秤ばかり
天秤ばかり（てんびんばかり、英語: balance, balance scale）とは、質量計器の一種。てこの原理を利用して、質量を量りたい物体と、錘（おもり）とをつりあわせることによって、物体の質量を測定する器具（秤）をいう。天秤による測定の基準となる錘を分銅という。ただし、上記の古典的な天秤ばかりとは異なる電子天秤もある。

## 概説

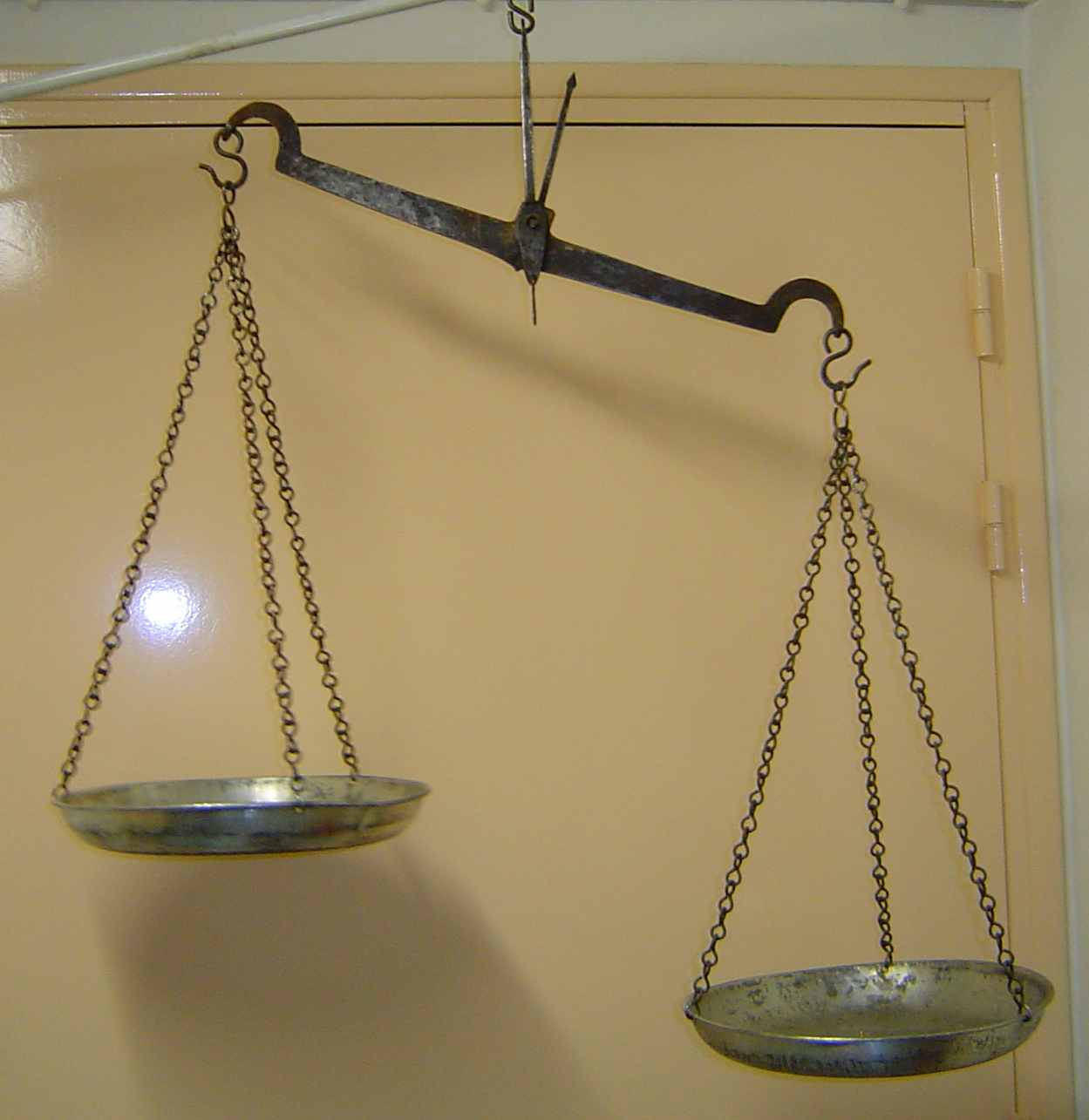
天秤

天秤ばかりの中で最も簡単なものは、一本の棒の真中を支えて支点とし、その両側の支点から等しい距離にある点に、それぞれ質量を測定しようとする物体と、あらかじめ質量の分かっている分銅とをぶら下げ、分銅を増減して釣り合わせることによって、物体の質量を測定するものである。この場合は、釣り合ったときの分銅の質量と、被測定物の質量が等しくなるので、ぶら下げた分銅の質量を足せば物体の質量が分かる。
天秤ばかりで量るのは重さ（即ち「力」、単位はニュートン(N)）ではなく、重力加速度に影響されない質量である。天秤の両側のモーメントを釣り合わせると、両側の重力加速度が打ち消し合うので、その場所の重力場の強さは測定結果に影響しない。
なお、電子部品を用いて精密な測定を行う「電子天秤」と呼ばれるはかりがあり、これが量るのも質量であるが、厳密な計測には地域による校正が必要である。
一般的な辞典などで「天秤」という言葉を引くと、大抵この仕組みの天秤ばかりについての説明が書かれているが、天秤ばかりといった場合、このような簡単な仕組みのものだけではなく、ここから派生したさまざまな質量測定器具も含む。
原始的な釣り下げ天秤は、測定物と分銅を竿についた紐に直接釣り下げる、あるいは紐の先に釣った皿に載せて測るが、特に皿の直径より大きな対象物だと釣紐が作業の邪魔になる点を改良し、シーソー状の構造上に計測対象と分銅を置いて用いる、上面に障害がない上皿天秤が開発された。

## 分類

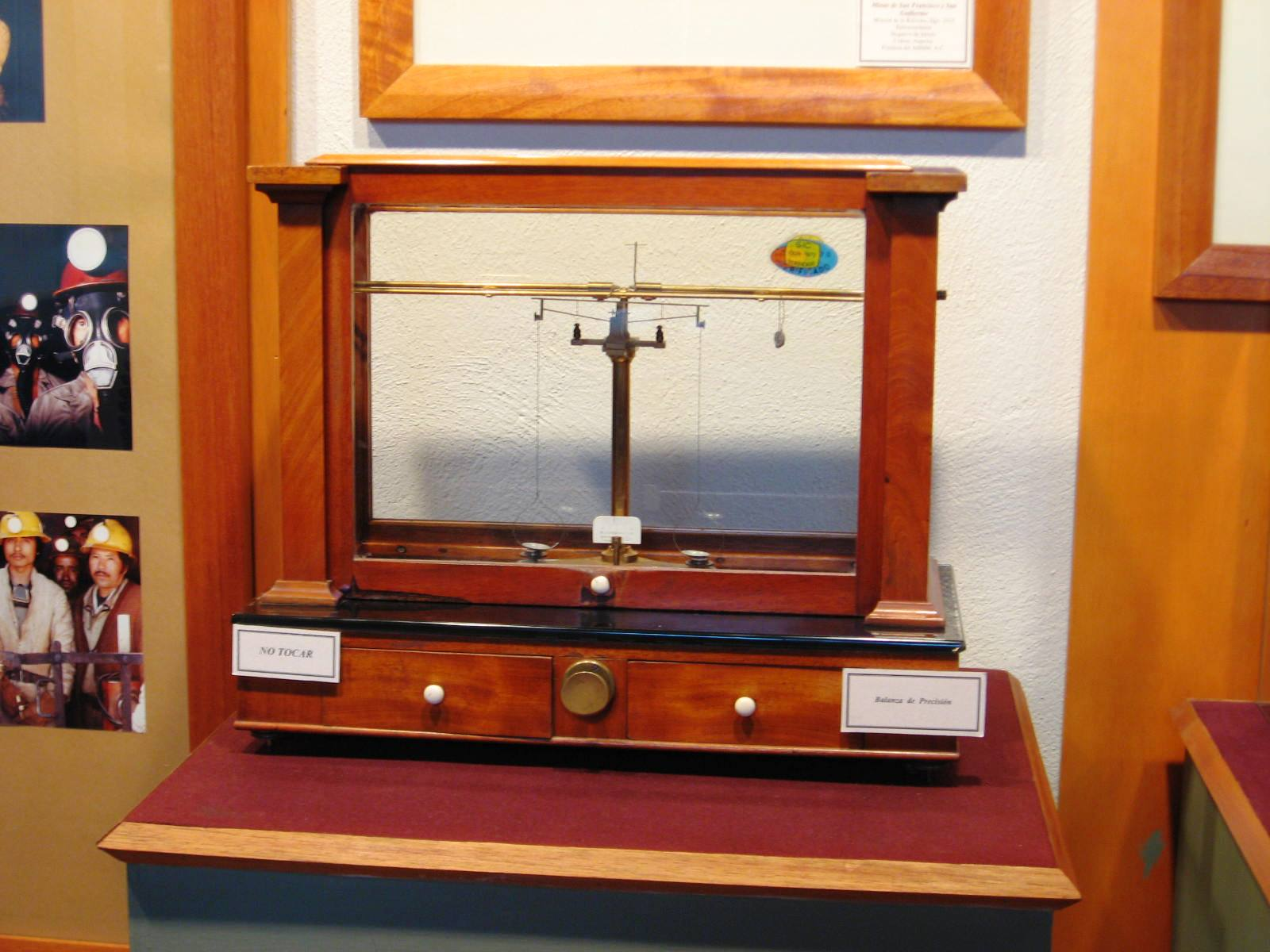
金銀用精密天秤

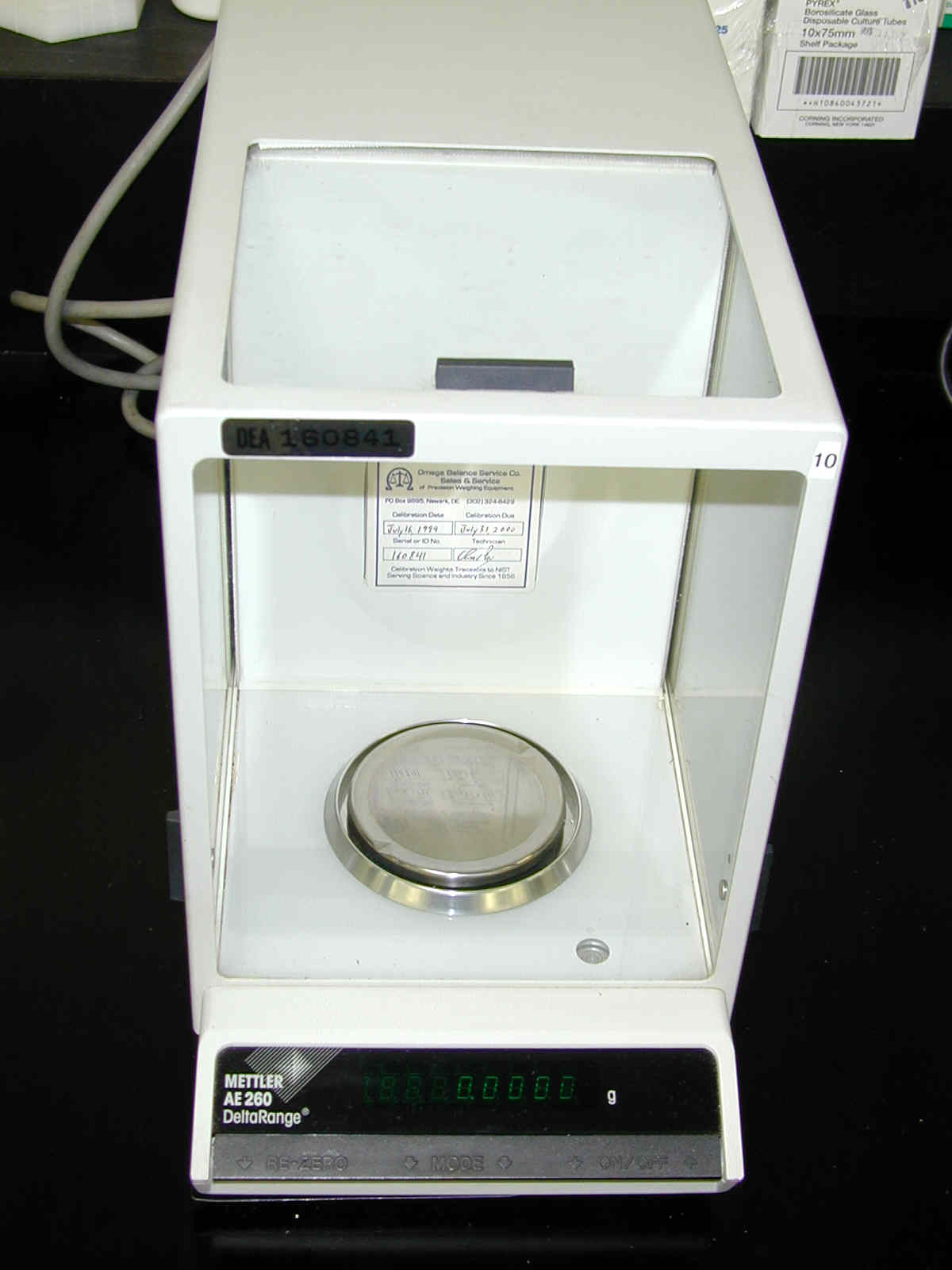
電子天秤

広義の天秤には重力方式と電子方式（電子天秤）がある。

### 重力方式
重力方式の天秤は構造によって等比方式、定感量方式、上皿方式に分けられる。
代表的な天秤は竿の中央に支点があり（等比）、一方に測定対象物、もう一方に分銅を載せて釣り合ったときの分銅で質量を測定するものである。皿は竿の両端に吊り下げる方式が一般的だったが操作性が悪いため竿よりも上部に皿を載せるようにしたのが上皿天秤である。また、1つ分銅を動かすことで比較的狭い範囲の質量を測定する目的または竿の傾きで簡単に質量が分かるように竿の中央に支点がない形式（不等比）の天秤もある。
現代において広く使われている重力方式の天秤は18世紀にラムスデンによって製作された等比天秤と、ボックホルフの定感量天秤の原理をメトラーが製品化した不等比天秤である。

### 電子方式
電子天秤は電子技術が多く使用されるようになって出現した計器で、零位方式、力測定方式、偏差方式に分けられる。

## 天秤による測定

### 操作法
精密天秤の分銅は、汚れの付着や錆び（酸素等の吸着）による質量の変化を避けるため、素手では絶対に取り扱ってはいけない。分銅にはピンセットが付属しているのでこれを使わなければならない。特に精密な分銅は金メッキを施され酸化の影響を受けにくいように作られる。

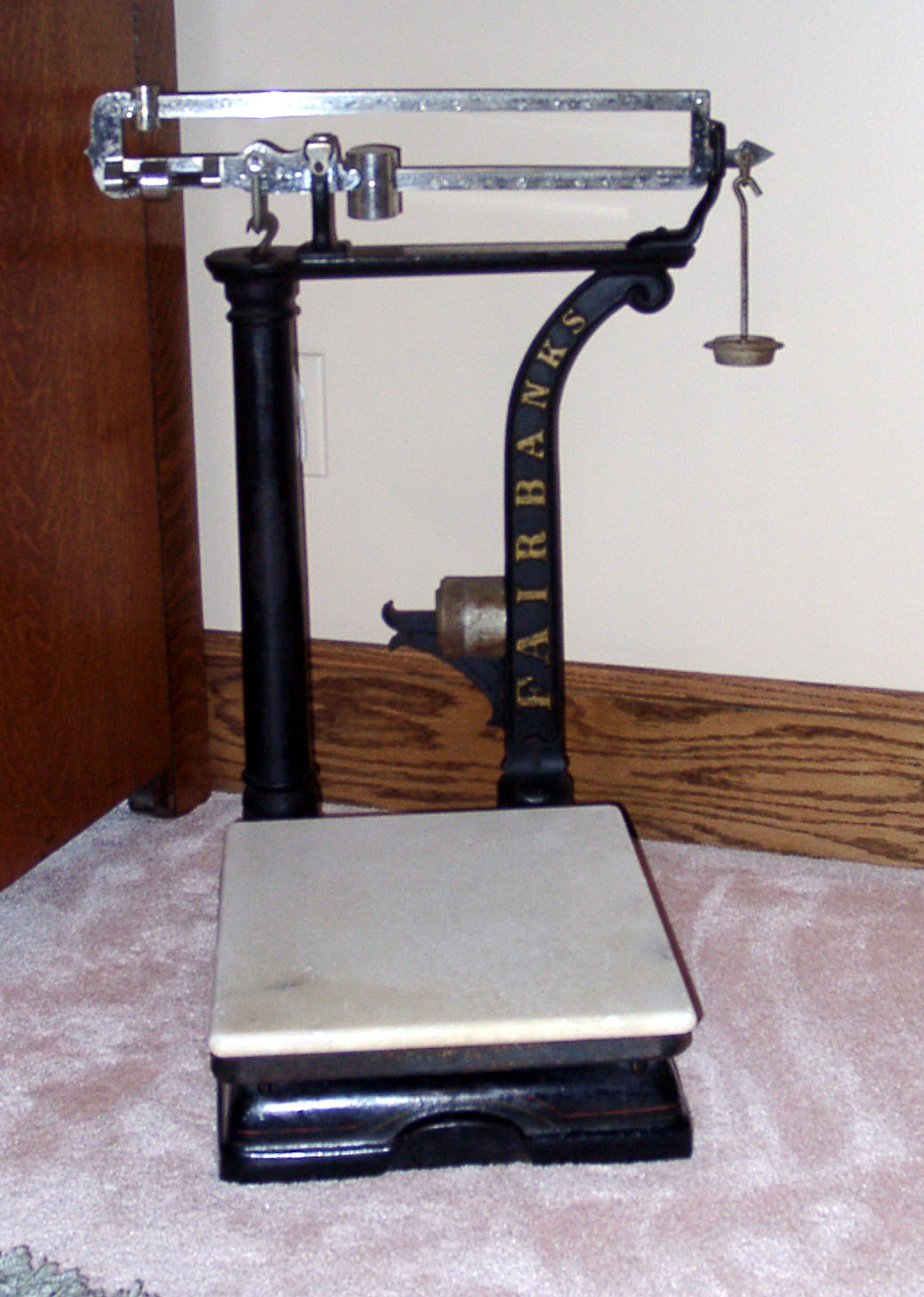
旧来の体重計

たとえば人間の体重など、相応の質量がある物体を測定対象とする場合、それと同じ質量の分銅では取り扱いが大変である。このような場合は、てこの原理により、分銅や物体が天秤に与える回転力（トルク） 力のモーメント）は、支点との距離に比例することを利用し、分銅を載せる側の支点からの距離を、物体と支点との距離よりも大きくとればよい。この形式の天秤はかりに使う分銅には例えば1/10などと、その比率が記されている。
天秤の感量を小さく（精度を高く）するためには 各支点の摩擦が少ないことが条件である。安価な天秤はかりでは楔状の支点が用いられる。精密天秤では支点は鋭い刃物状（ナイフエッジ）に作られる。支点のナイフエッジが乗る台部分は硬く精密な平面が用いられる。ナイフエッジが鋭いほど感量は小さくなるが、一方耐荷重は小さくなり秤量は小さくなる。ナイフエッジの鋭い接触端の変形や摩耗を防ぐために精密天秤では秤量する際にガラスケースの外にあるつまみを回すことによって初めて各支点が接触する構造となっている。被秤量物や分銅を秤量皿に置くには必ず各支点の負荷を外してから行う。
天秤の竿が安定して平衡状態になり、秤量できるためには、竿の支点は秤量皿の吊り下げ点よりもわずかに高くなければならない。両点が同じ高さであれば竿は平衡状態にあっても水平に静止するとはかぎらない。竿の支点が秤量皿の支点よりも低い場合には竿は平衡点を持たない、平衡時にも左右いずれかに傾いて停止する。竿の支点と秤量皿の吊り下げ支点の高さの差は感量に影響する。竿の安定を求めるには感量を大きくとれば容易である。一方感量を小さく取りたい（精度を高くしたい）場合、竿の安定は得がたくなる。感量と竿の安定は相反する条件となる。感量と竿の安定の極限を求めるために竿の中央支点上部に垂直に上下できる重りを設ける場合もある（精密天秤）。重りを高くすると安定性は減ずるが感量は高くなる。竿の中央から指針を垂直下方にむけて取付ける場合もある。指針により竿の平衡状態を正確に読むことができる。また指針が左右に不均等に揺れている場合は平衡状態でないことを素早く読み取れる。また指針が左右均等に揺れている場合にはナイフエッジには動摩擦が作用しており、より大きな静摩擦の影響を受けないためより迅速にかつ正確に平衡を読み取ることができる。
指針の質量は感量を増やすこととなる。竿の三支点の高さを同一として指針の質量によって竿の安定を図る設計をする場合もある。
分銅と天秤ばかり本体は分離せずに保管しておくべきである。小さな分銅を竿上に移動させて秤量する精密天秤もある。精密天秤ではガラスケースを開かずに外部からこの分銅を竿上で移動できる構造に作られる。
体重計など比較的確度・精度とも要求が低い天秤においては主分銅を竿の端に吊下げておよそ平衡に近づけ、さらに竿上の分銅を摺動して平衡点を求め、主分銅に示されている値と摺動分銅の位置にある値を合計して被測定物の質量を読み取る。この方式の天秤はかりは電子式秤が一般化する以前には金属・氷・肉・魚・野菜などの商取引に使用され、どこでも見かけるはかりの形式であった。
測定質量はさおに刻まれた目盛りのどの位置に分銅を合わせたときに釣り合うかを読み取ることによって測定できる。このような形の天秤ばかりは、古くは体重計などとして広く用いられていた。
天秤竿はいかに正確に中央を求めても誤差は生じる。確度を高め、感量を下げるにはこの誤差を減らす必要がある。特に精密な測定を行う天秤では竿を180度回転して左右を入れ替えて測定しその測定結果の差から中央値を正しい測定値とする。複数回測定して統計学的処理により精度を上げる方法も用いられた。
さらに大型でかさのある荷を扱うため、被測定荷台を片持ち梁の途中に乗せた天秤ばかりもある。この梁が動いて適当な大きさの別の棹に小さい力を伝える。今日でも、電気が使えない過酷な環境下で用いられる500キログラム容量の携帯型天秤を見ることができる。しかし、こうして軸が増えることによって精度は下がり、校正はより複雑になる。このような方式は特に高価な設計でない限り、精度は最大容量の1万分の1程度が普通である。
複数の皿を持つ計量天秤は工場や商店で多く使われていた。例えばネジ1本を ｘ１の皿に載せると x10 の皿に同じネジ10本を載せると平衡状態になる。多くは x50 ｘ100などの皿が一つの竿に吊り下げられている。
天秤ばかりの能力は、感量又は目量及びひょう量によって示される。
感量質量計が反応することができる質量の最小の変化。
目量隣接する目盛標識のそれぞれが表す物象の状態の量の差。最も細かい目盛が何グラム刻みであるかをいう。
ひょう量測定できる最大の質量。

### 試験と校正

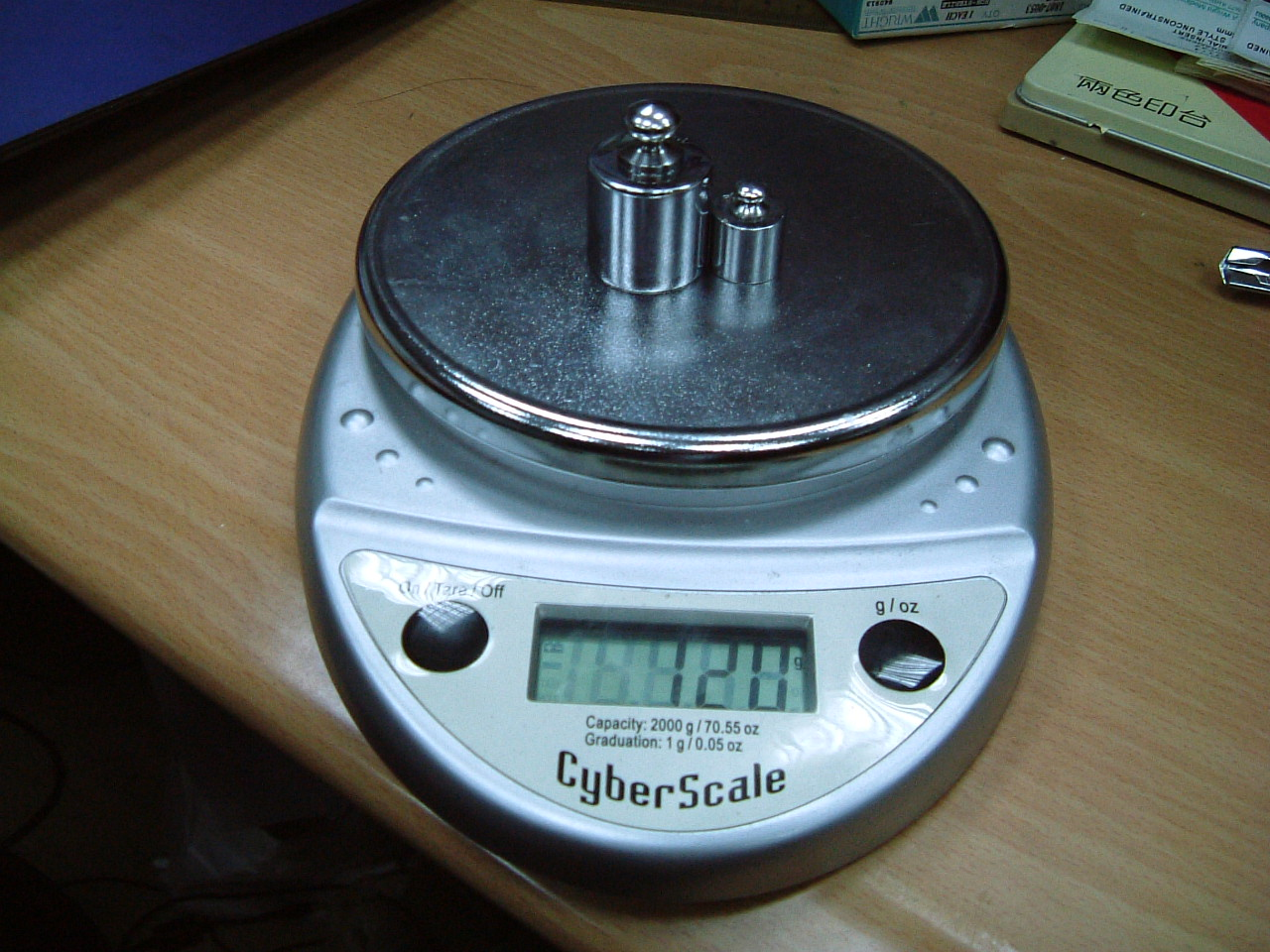
分銅と秤

ほとんどの国では商用の秤の設計と使用が規制されている。このために、新しい設計を導入すると費用の高い規制のハードルを越えなければならないので、秤は他のテクノロジーに比べて遅れがちである。しかし、最近ではデジタル質量計が導入される傾向にある。デジタル質量計は、実際にはひずみ計であり、専用のアナログ変換機とネットワークが組み込まれている。この設計により、苛酷な環境下で20ミリボルト信号を伝送することに付随する問題を減らしている。
政府の規制は、認可を受けた機関で定期的に検査を受けることを要求しており、そのときの校正記録は保存される。体重計のような商用でない秤は、「商用不可」のラベルを付けることが要求されている。
現代的な電子質量計は重力による下向きの力を計って、それを質量に換算して表示している。しかし地球上の重力は場所によって0.5%の範囲で変動しているためこの種の質量計では、場所によって異なる表示を示すことになる。このため、正確な質量を測定するためには、設置した場所ごとにその地点における重力加速度に基づく校正をしなければならない。
伝統的な天秤ばかりでは、上記のような問題は発生しない。

### 誤差の原因
- 天秤はかりの設置不良、水平が出ていない場合など
- 試料に生じる浮力。真空中計測することにより避けられる
- 気流の影響。強い光を避ける、ガラスケース内で使用することにより避けられる。
- 竿の三支点の静摩擦
- 地磁気その他の磁気の秤の磁性体部品や被測定物への影響
- 水蒸気の試料や分銅への影響
- 試料の高・低温度による周辺空気の移動の影響
- コリオリ力

### 感量を下げる（精度を上げる）には
- 3支点のナイフエッジの鋭さ、刃端のRが小さいこと
- 3支点のナイフエッジの直線性
- 3支点の静摩擦が小さいこと

### 秤量を上げるには
- 3支点のナイフエッジを強靭にする（材料の選択）
- 感量を犠牲にしてナイフエッジの刃先角度を鈍角にする